# جمهوری پنجم کره
جمهوری پنجم کره جنوبی دولت رسمی کره جنوبی از مارس ۱۹۸۱ تا دسامبر ۱۹۸۷ بود.
جمهوری پنجم در مارس ۱۹۸۱ توسط چون دو هووان، همکار نظامی رئیس‌جمهور و دیکتاتور پیشین پارک چونگ هی، پس از مدتی بی‌ثباتی سیاسی و دولتی نظامی تأسیس شد. حکومت نظامی از زمان ترور پارک چونگ هی در اکتبر ۱۹۷۹ در جمهوری چهارم برقرار بود.
جمهوری پنجم توسط چون و حزب عدالت دموکراتیک تحت عنوان یک دفاکتو دیکتاتوری و یک دولت تک حزبی اداره می‌شد تا کره جنوبی را برای دموکراتیک سازی آماده کند و همچنین سیستم خودکامگی دوران پارک را از بین ببرد.
جمهوری پنجم با مخالفت فزاینده جنبش دموکراتیک سازی قیام گوانگجو روبرو شد و در خیزش دموکراتیک ژوئن در سال ۱۹۸۷ به انتخاب رو ته ته وو به ریاست جمهوری کره جنوبی انجامید.
جمهوری پنجم سه روز پس از همه‌پرسی تصویب قانون اساسی جدید که پایه‌های سیستم نسبتاً پایدار دموکراتیک کره جنوبی فعلی را بنا نهاد، منحل شد.